# Mario Scazzola
Mario Uberto Scazzola (Vinadio, 25 ottobre 1901 – 5 febbraio 1983) è stato un calciatore italiano, di ruolo attaccante.

## Carriera
Militò nel Livorno a partire dalla stagione 1920-1921; dal 1922 in poi disputò complessivamente 95 gare e segnò 6 reti nel corso di cinque campionati di Prima Divisione (poi Divisione Nazionale).
Nella stagione 1927-1928 disputò con la Fiorentina 12 partite, segnando un gol, nel campionato di Prima Divisione cadetta, conquistando la promozione in Divisione Nazionale.